# Gran Premio di Abu Dhabi 2021
Il Gran Premio di Abu Dhabi 2021 è stata la ventiduesima e ultima prova della stagione 2021 del campionato mondiale di Formula 1. La gara si è corsa domenica 12 dicembre sul circuito di Yas Marina, posto sull'isola omonima, ed è stata vinta dall'olandese Max Verstappen su Red Bull Racing-Honda, al ventesimo successo in carriera; Verstappen ha preceduto all'arrivo il britannico Lewis Hamilton su Mercedes e lo spagnolo Carlos Sainz Jr. su Ferrari.
Grazie ai risultati ottenuti, Max Verstappen si aggiudica per la prima volta in carriera il mondiale piloti, il trentaquattresimo pilota della storia della Formula 1 a vincere il titolo, il primo di nazionalità olandese, e il quarto più giovane di sempre, interrompendo una striscia di quattro titoli di fila di Lewis Hamilton, mentre la Mercedes si aggiudica per l'ottava volta consecutiva il mondiale costruttori, rafforzando il record già detenuto di titoli conquistati consecutivamente nella categoria a partire dal 2014.
Questo Gran Premio segna l'ultima gara in Formula 1 per i due piloti dell'Alfa Romeo Racing, il finlandese Kimi Räikkönen e l'italiano Antonio Giovinazzi. All'intero weekend di gara hanno assistito 153 000 spettatori, allora nuovo record per il Gran Premio di Abu Dhabi sul circuito di Yas Marina.

## Vigilia

### Sviluppi futuri
L'Alpine annuncia l'impiego dell'australiano Oscar Piastri, attuale leader del campionato di Formula 2 e futuro pilota di riserva della scuderia francese, nei test dedicati ai giovani piloti che si disputeranno qualche giorno dopo la disputa del Gran Premio.
La Federazione pubblica la lista d'iscrizione delle dieci squadre e dei venti piloti per la stagione successiva.
La Ferrari annuncia che il pilota russo di Formula 2, Robert Švarcman, membro della Ferrari Driver Academy, e attualmente secondo nel campionato piloti della categoria minore, parteciperà ai consueti test di fine stagione dedicati ai giovani piloti. Švarcman, oltre a essere già impegnato per la Haas, guiderà anche per il costruttore italiano.
La Williams rende noto l'impiego dell'americano Logan Sargeant nei test dei giovani piloti in programma in settimana, alla guida di una vettura di Formula 1 per la prima volta. Membro della Williams Driver Academy, Logan ha conquistato il terzo nel campionato di Formula 3, debuttando anche nel campionato di Formula 2 in questa stagione.
La Haas conferma per il 2022 e per il terzo anno consecutivo il pilota di riserva della scuderia, il brasiliano Pietro Fittipaldi.
La Federazione annuncia il rinnovo del contratto per la disputa nel calendario del campionato mondiale di Formula 1 del Gran Premio di Abu Dhabi fino al 2030. La gara rimane in calendario come l'ultimo appuntamento del campionato.
Viene firmato un accordo tra i produttori e i vertici della Formula 1 per utilizzare di più le helmet cam nella stagione successiva. In questa stagione è stata utilizzata per la prima volta nel Gran Premio del Belgio con Fernando Alonso.
Il managing director Ross Brawn e l'ingegnere Pat Symonds annunciano che lasceranno i loro ruoli alla fine del 2022 all'interno di Liberty Media e della Federazione.

### Analisi per il campionato piloti
Il pilota olandese della Red Bull Racing, Max Verstappen, e quello britannico della Mercedes, Lewis Hamilton, comandano la classifica riservata ai piloti. Verstappen è in testa alla graduatoria a seguito di nove vittorie, contro le otto ottenute da Hamilton, nel corso del campionato. Entrambi i piloti, per aggiudicarsi il mondiale piloti, devono ottenere più punti del diretto rivale. Verstappen sarebbe il trentaquattresimo pilota della storia della Formula 1 a potere vincere il titolo, il primo di nazionalità olandese, e il quarto più giovane di sempre, mentre Hamilton conquisterebbe il titolo per l'ottava volta, record assoluto nella categoria, e per la quinta volta consecutiva, staccando il numero di sette titoli mondiali detenuti dal pilota tedesco Michael Schumacher. Verstappen sarebbe campione in caso di decimo posto con il giro veloce, con Hamilton nono, mentre quest'ultimo sarebbe campione in caso di decimo posto, senza che Verstappen ottenga punti, ma con il giro veloce. In caso di ritiro di entrambi i concorrenti, Verstappen sarebbe campione per via delle nove vittorie, contro le otto di Hamilton.
Il titolo piloti viene deciso per la trentesima volta nell'ultima gara e per la prima volta dal 2016, tra Lewis Hamilton e il tedesco Nico Rosberg, poi quest'ultimo a trionfare. È la seconda volta che nella storia della categoria due piloti in lotta per il titolo arrivano a disputare l'ultimo Gran Premio della stagione con gli stessi punti in classifica. La prima volta accadde nella stagione 1974, con il brasiliano Emerson Fittipaldi su McLaren-Ford Cosworth, poi campione del mondo, e lo svizzero Clay Regazzoni su Ferrari, nel Gran Premio degli Stati Uniti d'America corso a Watkins Glen.

### Analisi per il campionato costruttori
La Mercedes comanda il campionato riservato ai costruttori, con 28 punti di vantaggio sulla Red Bull Racing. Per vincere l'ottavo titolo consecutivo, rafforzando il record già detenuto di titoli conquistati consecutivamente nella categoria a partire dal 2014, la scuderia tedesca deve ottenere 17 punti in più di quella austriaca.
Il titolo costruttori viene deciso nell'ultima gara per la prima volta dalla stagione 2008, tra Ferrari e McLaren, poi vittoriosa la scuderia italiana.

### Aspetti tecnici
Per questo Gran Premio la Pirelli, fornitrice unica degli pneumatici, offre la scelta tra gomme di mescola C3, C4 e C5, le più morbide della gamma tra quelle disponibili.
A partire da questa edizione del Gran Premio, la corsa si disputa su una diversa configurazione del tracciato, al fine di favorire i sorpassi. La precedente configurazione, da percorrere in senso antiorario per 55 giri, pari a 305,355 km, e la quale presentava una lunghezza di 5,554 km, snodandosi attraverso 21 curve, 12 a sinistra e 9 a destra, utilizzata dal 2009, stagione in cui il circuito debuttò nel calendario del campionato mondiale di Formula 1 con il Gran Premio di Abu Dhabi, fino all'edizione precedente del 2020, è stata modificata principalmente in tre punti.
Nel corso dei mesi precedenti, i cambiamenti sono stati apportati al tornante prima del primo rettilineo, con la chicane prima di esso rimossa e la curva stessa allargata con una sezione stradale adesso larga 20 metri; alla sequenza di curve a 90 gradi, alla fine del secondo rettilineo, dove è stata sostituita da un'unica curva; nel terzo settore, dove le curve sono state aperte leggermente per cercare di permettere alle auto di seguirsi meglio. La pista, da percorrere comunque sempre in senso antiorario, presenta adesso una lunghezza di 5,281 km e si snoda attraverso 16 curve, 9 a sinistra e 7 a destra. Il primo intermedio è adesso posizionato 205 metri prima della curva 5, mentre il secondo intermedio 100 metri prima della curva 9. Lo speed trap, ovvero il punto in cui viene rilevata la velocità massima, 150 metri prima della curva 6. La nuova distanza di gara prevista è di 58 giri, pari a 306,183 km.
La Federazione conferma le due zone DRS utilizzate nella precedente configurazione dove i piloti possono utilizzare il dispositivo mobile: la prima zona è fissata sul lungo rettilineo posto adesso tra la curva 5 e la curva 6, con detection point stabilito prima della curva 5; la seconda zona è fissata adesso tra la curva 8 e la curva 9, con punto di rilevamento del distacco fra piloti stabilito dopo la curva 7.
La Federazione stabilisce tre punti del tracciato nel quale i piloti sono costretti a rispettare i limiti di quest'ultimo. I punti in questione riguardano la curva 7 e l'uscita della curva 15 e della curva 16. Nel caso della curva 7 in caso di taglio dell'apice della curva i piloti vedono annullarsi il tempo sul giro dalla direzione gara, mentre nel caso dell'uscita della curva 15 e della curva 16 andando larghi il tempo è cancellato insieme a quello successivo per quanto riguarda l'uscita della curva 16.
Prima della terza sessione di prove libere del sabato, la linea bianca in prossimità dell'entrata nella corsia dei box viene accorciata. Inoltre, sono stati apportati significativi interventi in punti cruciali del ridisegnato circuito: i cordoli all'uscita della curva 5 e della curva 9 sono stati modificati perché considerati troppo aggressivi, con i rischi di incorrere in forature o di incappare in danneggiamenti alle vetture al loro passaggio.

### Aspetti sportivi
Il Gran Premio si disputa nella sua collocazione classica nel calendario, all'inizio del mese di dicembre, come accaduto nelle ultime due edizioni della corsa. Stabilito come l'evento conclusivo del campionato, il Gran Premio di Abu Dhabi rappresenta la ventiduesima gara della stagione, record assoluto in una stagione di Formula 1. Mai la massima categoria aveva rappresentato la disputa di ben 22 Gran Premi in un campionato. Il precedente record, ovvero quello di 21 corse, caratterizzò le stagioni 2016, 2018 e 2019. La gara, teoricamente, sarebbe stata la ventitreesima della stagione, prima della riduzione del numero di appuntamenti in quanto fu annunciato lo scorso mese di agosto che il Gran Premio del Giappone, annullato a causa della pandemia di COVID-19, non sarebbe stato sostituito. Dopo la disputa del Gran Premio del Bahrein, prima gara della stagione, e dei precedenti nuovi Gran Premi di Qatar e Arabia Saudita, il Gran Premio è il quarto disputato in Medio Oriente in questo campionato, nuovo record. A questa edizione assistono 153 000 spettatori, il quale rappresenta il record assoluto per il Gran Premio.
La gara era inizialmente in programma il 5 dicembre, giorno della disputa del precedente nuovo Gran Premio d'Arabia Saudita, ma a seguito dello spostamento a inizio anno del Gran Premio d'Australia nella parte finale di stagione a causa delle problematiche dettate dalla pandemia di COVID-19, il quale è stato successivamente annullato, il suddetto Gran Premio è stato posticipato di una settimana. Gli organizzatori dell'evento, alla vigilia del Gran Premio d'Ungheria, resero nota l'ipotesi di uno scambio di date con la gara saudita. Gli Emirati Arabi Uniti fecero parte del gruppo di Paesi attenzionati dal Regno Unito per quanto riguarda gli spostamenti legati alla quarantena sull'emergenza sanitaria. Il personale della Formula 1 che si sarebbe recato nel Paese avrebbe dovuto scontare una quarantena di 10 giorni prima di rientrare nel Regno Unito.
A differenza dell'edizione precedente, disputatasi a porte chiuse a causa della pandemia di COVID-19, la gara vede la presenza degli spettatori sulle tribune, come avvenuto a partire dal Gran Premio di Francia. Di tutte le gare corse in questa stagione, solo quattro Gran Premi sono stati corsi senza gli spettatori sugli spalti, ovvero quelli di Emilia-Romagna, Portogallo, Spagna e Azerbaigian. Per la gara spagnola, gli spalti videro comunque la presenza di 1 000 dipendenti del circuito.
Il Gran Premio rappresenta per la Pirelli l'ultima gara in cui vengono utilizzati gli pneumatici da 13 pollici. Dal 2022 infatti verranno utilizzati gli pneumatici da 18 pollici. Per celebrare l'ultimo utilizzo, tutti gli pneumatici slick utilizzati in quest’ultimo appuntamento di stagione riportano sul fianco la scritta «Next year I turn 18″». Inizialmente i nuovi pneumatici avrebbero dovuto essere utilizzati a partire da questa stagione come parte di un pacchetto di nuove regole tecniche, ma il passaggio è stato poi posticipato al 2022 a causa della pandemia di COVID-19. Gli pneumatici da 13 pollici furono utilizzati per la prima volta nel Gran Premio di San Marino 1981.
La Red Bull Racing avrebbe dovuto disputare l'ultima corsa spinta dalla motorizzazione Honda, dopo il ritorno avvenuto nella stagione 2015, cui fornì i propulsori alla McLaren. Pertanto sia Red Bull sia AlphaTauri, a partire dalla prossima stagione, avrebbero dovuto trovare un nuovo fornitore, oppure svilupparli direttamente in proprio. Successivamente, la Red Bull Racing annuncia che sarà in grado di essere indipendente a livello di realizzazione di power unit dopo avere siglato con la Honda un accordo per sfruttare la tecnologia della casa giapponese per quanto concerne i propulsori a partire dal 2022. La nuova divisione è stata nominata "Red Bull Powertrains Limited" e la scuderia austriaca continuerà a correre con i motori Honda, fornendoli anche all'AlphaTauri. Prima del Gran Premio d'Austria, il fornitore annuncia che nel 2022 continuerà ad assemblare le power unit a Sakura prima dello spostamento del polo motoristico a Milton Keynes. A partire dal 2023, sarà "Red Bull Powertrains" ad assumersi la responsabilità di tutta la produzione e la manutenzione dei motori. Prima del Gran Premio degli Stati Uniti d'America, Masashi Yamamoto, responsabile della casa giapponese, annuncia che la Red Bull Racing potrà usufruire della proprietà intellettuale sino al 2025. A partire dall'anno successivo la scuderia di Milton Keynes dovrà fare tutto in proprio riguardo l'assemblamento delle power unit. Con il propulsore Honda, il team austriaco ha vinto 15 Gran Premi e conquistato 40 podi.
Il Gran Premio rappresenta l'ultima gara in Formula 1 per il pilota finlandese dell'Alfa Romeo Racing, Kimi Räikkönen. Alla vigilia del ritorno in calendario del Gran Premio d'Olanda, Räikkönen annuncia il ritiro al termine della stagione. Egli ha debuttato in Formula 1 nel 2001 alla guida dell'ex team Sauber. Dal 2002 al 2006 ha corso per la McLaren, prima di passare alla Ferrari dal 2007 al 2009. Dopo due anni di assenza, guida per l'ex team Lotus dal 2012 al 2013. Fa ritorno alla Ferrari nel 2014 con cui resta fino al campionato 2018, prima di approdare nell'attuale scuderia. Nel corso della sua carriera, ha disputato 349 Gran Premi (record assoluto), vincendone 21 e conquistando il campionato piloti nella stagione 2007 con la scuderia di Maranello, oltre a stabilire, in 19 stagioni (altro record), 103 podi, 18 pole position e 46 giri veloci. Räikkönen viene sostituito nel campionato successivo da Valtteri Bottas.
Il pilota finlandese della Mercedes, Valtteri Bottas, disputa l'ultima gara con la scuderia tedesca. Prima del Gran Premio d'Italia, Bottas stipula un accordo pluriennale con l'Alfa Romeo Racing a partire dalla prossima stagione, in sostituzione dell'altro finlandese Kimi Räikkönen. Con la scuderia tedesca, Bottas ha conquistato dieci Gran Premi, 56 podi, 17 pole position, 16 giri veloci e 1 512 punti, ottenendo il secondo posto nelle stagioni 2019 e 2020. In questa gara, Bottas, in coppia con l'altro pilota titolare della Mercedes dalla stagione 2017, il britannico Lewis Hamilton, accumulano esattamente 100 gare da compagni di squadra, dietro solo al duo Michael Schumacher e Rubens Barrichello con la Ferrari, a quota 104 Gran Premi, stabiliti dalla stagione 2000 a quella 2005. Bottas viene sostituito da George Russell.
Il pilota britannico della Williams, George Russell, disputa l'ultima gara con la scuderia di Grove, dopo avere annunciato, alla vigilia del Gran Premio d'Italia, il suo approdo in Mercedes, in sostituzione di Valtteri Bottas. Con la scuderia inglese, Russell ha disputato 58 Gran Premi, ottenendo un podio, 16 punti e stabilendo il miglior risultato nel Gran Premio del Belgio, con il secondo posto. Ha disputato anche il Gran Premio di Sakhir 2020 alla guida della Mercedes, in sostituzione di Hamilton, dove ottenne 3 punti. Il posto di Russell verrà preso da Alexander Albon, attuale pilota di riserva della Red Bull Racing e dell'AlphaTauri, che torna a essere pilota titolare a distanza di una stagione dopo avere guidato per la scuderia di Milton Keynes.
Il secondo pilota dell'Alfa Romeo Racing, l'italiano Antonio Giovinazzi, disputa la sua ultima gara nella massima categoria, dopo avere annunciato, prima del Gran Premio del Qatar, il suo approdo in Formula E con il team Dragon Racing al fianco del brasiliano Sérgio Sette Câmara nel 2022. Giovinazzi, che ha debuttato in Formula 1 nel Gran Premio d'Australia 2017, ha disputato 61 Gran Premi e ottenuto 21 punti. Il suo miglior risultato è stato il quinto posto nel Gran Premio del Brasile 2019. Egli verrà sostituito dal pilota cinese di Formula 2, Zhou Guanyu, al debutto nella massima categoria. Zhou sceglie il numero 24.
La McLaren prende parte al Gran Premio con una particolare livrea. L’innovazione di colori è legata a un’iniziativa commerciale della scuderia britannica e dello sponsor British American Tobacco, con l'intenzione di promuovere il marchio di sigarette elettroniche Vuse.
La Mercedes, dopo avere firmato un accordo con Kingspan nel precedente nuovo Gran Premio d'Arabia Saudita, azienda conosciuta nel settore delle costruzioni e leader nel mondo per prodotti e servizi legati alla sostenibilità ambientale e alle sue problematiche, interrompe il rapporto a seguito di alcune polemiche sollevate in Gran Bretagna. A partire da questa gara il logo non compare sulle due vetture.
La Federazione invia alle squadre una nota informativa alla vigilia della gara. Il direttore di gara, Michael Masi, ricorda che qualora si verificasse un comportamento antisportivo da parte di un pilota, tra le penalità a disposizione dei commissari sportivi c’è anche quella che prevede una decurtazione del punteggio già acquisito nella classifica di campionato.
L'Alpine annuncia il rinnovo della sua partnership con Eurodatacar, compagnia specializzata in assicurazioni e sicurezza delle vetture contro il furto d'auto, fino al 2024. La collaborazione iniziò nel 2016 quando il gruppo Renault è rientrato nel campionato di Formula 1.
Il pilota canadese dell'Aston Martin, Lance Stroll, disputa il suo centesimo Gran Premio.
Il pilota di riserva della Williams, Jack Aitken, prende parte alla prima sessione di prove libere del venerdì al posto di George Russell. L'impiego di Aitken era previsto in uno dei Gran Premi precedenti, ma a seguito dell'incidente avuto in occasione della 24 Ore di Spa, la sua presenza in una sessione di prove libere è stata rimandata.
L'ex pilota di Formula 1, il britannico Derek Warwick, è nominato commissario aggiunto per la gara. Ha svolto già in passato tale funzione, l'ultima al Gran Premio del Belgio. Per questo Gran Premio, come il precedente, è la casa automobilistica inglese Aston Martin a fornire la safety car e la medical car.

## Prove

### Resoconto
Il pilota più rapido della prima sessione è Max Verstappen; l'olandese ha colto un tempo di ben 12 secondi inferiore al miglior tempo dell'analoga sessione dell'edizione 2020, testimoniando così come il tracciato, dopo la modifica in alcuni punti della pista, sia molto più veloce.
Alle spalle del pilota della Red Bull Racing si sono classificati i due piloti della Mercedes, Valtteri Bottas e Lewis Hamilton. In realtà il britannico aveva chiuso un giro a soli 33 millesimi dal tempo dell'avversario per il titolo, ma il tempo gli è stato cancellato, per avere superato i limiti della pista. Le vetture tedesche hanno spesso prodotto dei bloccaggi dei freni, alla ricerca del miglior set up della monoposto.
Dietro ai primi si è classificato Sergio Pérez, che ha preceduto Yuki Tsunoda. Sono risultate più indietro le Ferrari, maggiormente concentrare a raccogliere dati tecnici.
Sono stati tre i tempi cancellati ai piloti per avere tagliato l'apice della curva 7, due i tempi cancellati per avere superato i limiti della pista alla curva 15, e 10 i tempi cancellati per avere superato i limiti della pista alla curva 16, durante la prima sessione di prove libere del venerdì. Nel primo caso si sono visti cancellare il tempo Lando Norris, Carlos Sainz Jr. e Nikita Mazepin; nel secondo caso si sono visti cancellare il tempo Fernando Alonso e Yuki Tsunoda; nel terzo caso si sono visti cancellare il tempo Valtteri Bottas e Nicholas Latifi (due volte), Lando Norris, Carlos Sainz Jr., Sergio Pérez, Sebastian Vettel, Fernando Alonso e Lewis Hamilton (una volta).
Hamilton è il più veloce della sessione seconda, l'unica che si svolge in notturna, nelle stesse condizioni della gara. Il britannico, il solo pilota al di sotto del minuto e 24 secondi, ha preceduto Esteban Ocon, Bottas, che ha anche toccato le barriere durante la sessione, e Verstappen. La Mercedes è risultata rapida sul giro secco, mentre Verstappen ha mostrato una migliore competitività sulla simulazione di gara.
Proprio all'esposizione della bandiera a scacchi, che interrompeva la sessione, Kimi Räikkönen ha perso il controllo della sua Alfa Romeo Racing alla curva 14. Il finlandese ha colpito le barriere prima con il posteriore della vettura, poi anche con la parte anteriore. Un altro incidente ha visto come protagonista Nicholas Latifi, finito contro il muro a bordo pista nel tunnel sotto l'hotel.
Sono stati tre i tempi cancellati ai piloti per avere tagliato l'apice della curva 7, 10 i tempi cancellati per avere superato i limiti della pista alla curva 16, e uno il tempo cancellato sotto il regime di doppia bandiera gialla, durante la seconda sessione di prove libere del venerdì. Nel primo caso si sono visti cancellare il tempo Lewis Hamilton (due volte) e Carlos Sainz Jr. (una volta); nel secondo caso si sono visti cancellare il tempo Charles Leclerc e Nikita Mazepin (due volte), Lando Norris, Max Verstappen, Kimi Räikkönen, Fernando Alonso, Daniel Ricciardo e Sebastian Vettel (una volta); nel terzo caso se l'è visto cancellare Kimi Räikkönen.
L'Aston Martin è stata multata, in due occasioni, di 200 euro da parte della Federazione in quanto Sebastian Vettel ha superato il limite di velocità nella corsia dei box.
Al termine della seconda sessione di prove libere del venerdì, sulla vettura di Valtteri Bottas, Antonio Giovinazzi, Nikita Mazepin, Mick Schumacher e George Russell viene sostituito il cambio. Nessun pilota è penalizzato sulla griglia di partenza in quanto Bottas e Giovinazzi hanno usato la precedente trasmissione per sei Gran Premi consecutivi, come da regolamento, mentre Mazepin, Schumacher e Russell non hanno terminato il precedente Gran Premio d'Arabia Saudita.
Prima della terza sessione di prove libere del sabato, sulla vettura di Lewis Hamilton viene installata la quinta unità relativa all'impianto di scarico. Il pilota britannico non è penalizzato sulla griglia di partenza in quanto l'unità installata rientra tra quelle utilizzabili secondo il numero massimo prestabilito, come da regolamento.
Hamilton è in cima alla lista dei tempi della sessione del sabato. Il campione del mondo ha preceduto Verstappen di circa due decimi e Bottas di oltre sette. Il britannico ha ottenuto il tempo al decimo giro con un treno di gomme soft, risultando però poco preciso, in generale, soprattutto nella zona dell'hotel. Hamilton è stato anche vittima di un'incomprensione con Mazepin: uscendo dalla corsia dei box si è trovato sulla traiettoria del pilota russo, che stava iniziando un giro lanciato. Per il britannico c'è stato il rischio di una reprimenda, da parte dei commissari, che avrebbe potuto portare a una penalizzazione in griglia di partenza.
Sulla vettura di Verstappen sono state effettuate modifiche di assetto. Per metà sessione l'olandese ha testato un assetto più scarico, simile a quello provato dall'altro pilota del team, Pérez, nella giornata di venerdì. Verstappen ha deciso di ritornare all'assetto provato al venerdì, modificando anche l'assetto dell'ala posteriore, che provocava alcune vibrazioni.
È stato uno il tempo cancellato per avere tagliato l'apice della curva 7, e tre i tempi cancellati per avere superato i limiti della pista alla curva 16, durante la terza sessione di prove libere del venerdì. Nel primo caso se l'è visto cancellare Nikita Mazepin; nel secondo caso si sono visti cancellare il tempo Sebastian Vettel (due volte) e Kimi Räikkönen (una volta).

### Risultati
Nella prima sessione del venerdì si è avuta questa situazione:
| Pos | Nº | Pilota          | Costruttore           | Tempo    | Gap    | Giri |
| --- | -- | --------------- | --------------------- | -------- | ------ | ---- |
| 1   | 33 | Max Verstappen  | Red Bull Racing-Honda | 1'25"009 |        | 23   |
| 2   | 77 | Valtteri Bottas | Mercedes              | 1'25"205 | +0"196 | 27   |
| 3   | 44 | Lewis Hamilton  | Mercedes              | 1'25"355 | +0"346 | 25   |

Nella seconda sessione del venerdì si è avuta questa situazione:
| Pos | Nº | Pilota          | Costruttore    | Tempo    | Gap    | Giri |
| --- | -- | --------------- | -------------- | -------- | ------ | ---- |
| 1   | 44 | Lewis Hamilton  | Mercedes       | 1'23"691 |        | 26   |
| 2   | 31 | Esteban Ocon    | Alpine-Renault | 1'24"034 | +0"343 | 29   |
| 3   | 77 | Valtteri Bottas | Mercedes       | 1'24"083 | +0"392 | 29   |

Nella sessione del sabato mattina si è avuta questa situazione:
| Pos | Nº | Pilota          | Costruttore           | Tempo    | Gap    | Giri |
| --- | -- | --------------- | --------------------- | -------- | ------ | ---- |
| 1   | 44 | Lewis Hamilton  | Mercedes              | 1'23"274 |        | 23   |
| 2   | 33 | Max Verstappen  | Red Bull Racing-Honda | 1'23"488 | +0"214 | 23   |
| 3   | 77 | Valtteri Bottas | Mercedes              | 1'24"025 | +0"751 | 21   |

## Qualifiche

### Resoconto
Il messicano Sergio Pérez chiude il suo primo giro in 1'24"253, battuto da Yuki Tsunoda, con 1'23"993. La Red Bull si riporta in testa grazie a Max Verstappen (1'23"680). Sale al secondo posto l'altro pilota dell'AlphaTauri, Pierre Gasly, prima dell'arrivo di Lewis Hamilton, che porta il tempo migliore in 1'23"266; anche Valtteri Bottas, l'altro pilota della Mercedes, fa meglio di Verstappen, ponendosi a 101 millesimi dal tempo di Hamilton.
Fernando Alonso si piazza quarto, immediatamente battuto da Lando Norris. Norris, Alonso, Gasly e Tsunoda sono racchiusi, comunque, in pochi decimi. Risale terzo Pérez, ma subito dopo Verstappen lima la sua prestazione, facendo comunque peggio, di 56 millesimi, rispetto a Hamilton. Mick Schumacher colpisce uno dei paletti che delimitano il profilo della curva 16. Esso termina in mezzo alla pista, venendo anche colpito da Norris, costringendo così la direzione di gara a interrompere la sessione con bandiera rossa, per consentire ai commissari di rimuovere l'oggetto, in sicurezza.
La direzione di gara pone sotto indagine anche un episodio tra Esteban Ocon e Sebastian Vettel, con il francese che avrebbe rallentato il tedesco. La sessione riprende, quando mancano poco più di sei minuti al termine della stessa. Charles Leclerc, passato anche lui alle gomme soft, riesce a mettersi in posizione di sicurezza, in merito al passaggio alla fase successiva. Hamilton migliora il suo tempo, portandolo a 1'22"845; Bottas batte ancora il tempo di Verstappen, posizionandosi secondo. Sono eliminati i due piloti della Williams, i due della Haas e Kimi Räikkönen.
In Q2 Hamilton e Verstappen sono subito i migliori in pista. Hamilton chiude con 1'23"185, con pneumatici a mescola media, staccando Verstappen di quattro millesimi. Seguono Bottas, a 61 millesimi dal rilievo cronometrico del compagno di team, poi Tsunoda. La Ferrari e l'Alpine fanno uscire in pista i piloti su gomme morbide. Ciò consente a Carlos Sainz Jr. di fare anche meglio del tempo di Hamilton (1'23"174). Leclerc resta a 28 millesimi dal tempo del compagno di scuderia, quarto. Sono meno veloci le vetture francesi, con Alonso e Ocon, rispettivamente, settimo e ottavo.
Verstappen prova a seguire la stessa strategia, provando gomme morbide, pronto ad abortire il giro qualora il tempo ottenuto con gomme medie sia sufficiente per agguantare la qualificazione alla Q3. Resta in gomme medie Hamilton che porta il miglior tempo a 1'23"145. Chi invece chiude il giro in gomme morbide è il compagno di scuderia di Verstappen, ovvero Pérez, che segna la miglior prestazione in Q2 con 1'23"135. Anche Verstappen decide di cogliere la sua prestazione in gomme morbide, scegliendo perciò questa mescola anche per la partenza. L'olandese batte il tempo di Pérez (1'22"800). Non accedono alla Q3 Alonso, Gasly, Lance Stroll, Antonio Giovinazzi e Vettel.
Nella fase finale della sessione Verstappen chiude il suo primo tentativo, anche grazie alla scia del compagno di team, in 1'22"109. Hamilton, che aveva un tempo anche migliore nel primo settore, chiude il suo giro a mezzo secondo dal tempo dell'olandese. Alle sue spalle s'installa Tsunoda, che fa meglio di Bottas e Norris. Il tempo del nipponico viene cancellato, in quanto ha tagliato una parte della pista in maniera non permessa. In compenso si piazza terzo Pérez.
Nel secondo giro veloce Hamilton non riesce a scalfire il tempo di Verstappen, limando il distacco a poco meno di quattro decimi. Norris batte il tempo di Pérez, ed è terzo. Anche Sainz Jr., salendo quinto, riesce a fare meglio di Bottas, che viene retrocesso sesto. Max Verstappen coglie la sua tredicesima pole position in carriera, la decima della stagione. A fargli compagni in prima fila è l'altro contendente al titolo, Hamilton.
Sono stati tre i tempi cancellati ai piloti per avere superato i limiti della pista alla curva 16, e uno il tempo cancellato sotto il regime di doppia bandiera gialla, durante le qualifiche. Nel primo caso si sono visti cancellare il tempo Pierre Gasly, Charles Leclerc e Yuki Tsunoda; nel secondo caso se l'è visto cancellare Sebastian Vettel.
Al termine delle qualifiche, Esteban Ocon e Sebastian Vettel vengono convocati dai commissari sportivi, per la manovra del pilota francese alla curva 16, durante la Q1, che avrebbe ostacolato il tedesco. Vettel viene nuovamente convocato, insieme a Pierre Gasly, per avere ostacolato il pilota francese alla curva 1, durante la Q2. Daniel Ricciardo e Fernando Alonso vengono convocati in quanto il pilota australiano ha ostacolato quello spagnolo alla curva 16, durante la Q3. Ocon riceve una reprimenda, la seconda della stagione, con l'Alpine multata di 10 000 euro dalla Federazione, mentre Vettel e Ricciardo non ricevono sanzioni.

### Risultati
Nella sessione di qualifica si è avuta questa situazione:
| Pos                         | Nº | Pilota             | Costruttore               | Q1       | Q2       | Q3       | Griglia |
| --------------------------- | -- | ------------------ | ------------------------- | -------- | -------- | -------- | ------- |
| 1                           | 33 | Max Verstappen     | Red Bull Racing-Honda     | 1'23"322 | 1'22"800 | 1'22"109 | 1       |
| 2                           | 44 | Lewis Hamilton     | Mercedes                  | 1'22"845 | 1'23"145 | 1'22"480 | 2       |
| 3                           | 4  | Lando Norris       | McLaren-Mercedes          | 1'23"553 | 1'23"256 | 1'22"931 | 3       |
| 4                           | 11 | Sergio Pérez       | Red Bull Racing-Honda     | 1'23"350 | 1'23"135 | 1'22"947 | 4       |
| 5                           | 55 | Carlos Sainz Jr.   | Ferrari                   | 1'23"624 | 1'23"174 | 1'22"992 | 5       |
| 6                           | 77 | Valtteri Bottas    | Mercedes                  | 1'23"117 | 1'23"246 | 1'23"036 | 6       |
| 7                           | 16 | Charles Leclerc    | Ferrari                   | 1'23"467 | 1'23"202 | 1'23"122 | 7       |
| 8                           | 22 | Yuki Tsunoda       | AlphaTauri-Honda          | 1'23"428 | 1'23"404 | 1'23"220 | 8       |
| 9                           | 31 | Esteban Ocon       | Alpine-Renault            | 1'23"764 | 1'23"420 | 1'23"389 | 9       |
| 10                          | 3  | Daniel Ricciardo   | McLaren-Mercedes          | 1'23"829 | 1'23"448 | 1'23"409 | 10      |
| 11                          | 14 | Fernando Alonso    | Alpine-Renault            | 1'23"846 | 1'23"460 | N.D.     | 11      |
| 12                          | 10 | Pierre Gasly       | AlphaTauri-Honda          | 1'23"489 | 1'24"043 | N.D.     | 12      |
| 13                          | 18 | Lance Stroll       | Aston Martin-Mercedes     | 1'24"061 | 1'24"066 | N.D.     | 13      |
| 14                          | 99 | Antonio Giovinazzi | Alfa Romeo Racing-Ferrari | 1'24"118 | 1'24"251 | N.D.     | 14      |
| 15                          | 5  | Sebastian Vettel   | Aston Martin-Mercedes     | 1'24"225 | 1'24"305 | N.D.     | 15      |
| 16                          | 6  | Nicholas Latifi    | Williams-Mercedes         | 1'24"338 | N.D.     | N.D.     | 16      |
| 17                          | 63 | George Russell     | Williams-Mercedes         | 1'24"423 | N.D.     | N.D.     | 17      |
| 18                          | 7  | Kimi Räikkönen     | Alfa Romeo Racing-Ferrari | 1'24"779 | N.D.     | N.D.     | 18      |
| 19                          | 47 | Mick Schumacher    | Haas-Ferrari              | 1'24"906 | N.D.     | N.D.     | 19      |
| 20                          | 9  | Nikita Mazepin     | Haas-Ferrari              | 1'25"685 | N.D.     | N.D.     | –       |
| Tempo limite 107%: 1'28"644 |    |                    |                           |          |          |          |         |

In grassetto sono indicate le migliori prestazioni in Q1, Q2 e Q3.

## Gara

### Resoconto
Il pilota della Haas Nikita Mazepin non prende parte alla gara a causa della sua positività al SARS-CoV-2. Il pilota non può venir sostituito da quello di riserva della scuderia, il brasiliano Pietro Fittipaldi, in quanto quest'ultimo non ha disputato almeno una sessione. Alla gara partecipano perciò solo 19 vetture.
Al via Lewis Hamilton prende il comando, seguito da Max Verstappen e Sergio Pérez. L'olandese cerca di riprendersi la vetta della gara alla curva 6, riuscendo a prevalere su Hamilton. Il britannico esce nella via di fuga e riconquista il primato della gara; la manovra viene considerata corretta da parte dei commissari, tanto che Hamilton non deve restituire la posizione. Alle spalle dei primi tre ci sono Carlos Sainz Jr., Lando Norris, Charles Leclerc, Yuki Tsunoda e Valtteri Bottas.
Hamilton amplia il margine, sfruttando le gomme medie, a differenza di Verstappen che soffre con le gomme soft. L'olandese decide di montare gomme hard, al tredicesimo giro. Verstappen rientra in gara quinto, ma passa subito Norris, che sconta guai al cambio. La Mercedes copre la manovra della Red Bull Racing richiamando subito ai box Hamilton, che copia la strategia del suo avversario.
Al comando si trova Pérez, seguito da Hamilton, poi Sainz Jr., Verstappen, Norris e Tsunoda. Al diciassettesimo giro Verstappen passa Sainz Jr.. Due giri dopo si ferma lo spagnolo, montando, anche lui, gomme a mescola dura. Al ventesimo giro Hamilton arriva su Pérez, che resiste a lungo agli attacchi del britannico, prima di cedere la prima posizione; al giro seguente anche Pérez effettua la sosta. La difesa del messicano consente a Verstappen di ridurre a poco più di un secondo il distacco da Hamilton.
Nei giri successivi Hamilton riesce ad ampliare nuovamente il margine di vantaggio su Verstappen, portandolo a quasi quattro secondi a metà gara. Alle spalle di Verstappen ci sono Bottas, che non ha ancora cambiato le gomme, poi Pérez, Alonso, Gasly e Sainz Jr.. Si ritira, nel frattempo, nella sua ultima gara in carriera, Kimi Räikkönen, per un problema ai freni. Bottas si ferma al trentesimo giro, e rientra in pista nono, ma è capace di prendere la posizione a Leclerc, dopo qualche giro infruttuoso. Al trentacinquesimo giro si ferma anche l'altra Alfa Romeo Racing, quella di Antonio Giovinazzi. La direzione di gara stabilisce il regime di virtual safety car. Ne approfittano, per la seconda sosta, sia le due Red Bull che Leclerc. Le vetture austriache montano di nuovo gomme dure, mentre Leclerc opta per le medie.
Hamilton si trova a condurre con 16"8 su Verstappen, oltre 42 secondi su Pérez e 55 su Sainz Jr.. Seguono poi, poco distanti dallo spagnolo, Norris e Bottas. Verstappen, con gomme più fresche, riesce a limare il distacco da Hamilton, che perde qualche secondo con i doppiaggi. L'olandese si porta a poco più di dieci secondi dal leader della gara. Al quarantasettesimo giro Norris è costretto a una sosta inattesa, a causa di una foratura. Al cinquantaduesimo giro Nicholas Latifi va in testacoda, dopo avere battagliato con Mick Schumacher. La Williams sbatte contro le barriere e resta in traiettoria. La direzione di gara invia in pista la safety car.
Verstappen decide di passare a gomme soft, mentre Hamilton decide di proseguire. Anche l'altra Red Bull, quella di Pérez, si ferma per un pit stop. La direzione di gara decide di far sdoppiare solo le vetture che ci sono tra Hamilton e Verstappen (ma non tutti i doppiati), consentendo così alla gara di riprendere nella sua valenza agonistica solo per l'ultimo giro, che diventa decisivo per l'assegnazione del titolo. Prima della ripartenza però la Red Bull decide di fare ritirare Pérez. Hamilton rallenta molto il ritmo, prima che la safety car rientri ai box, ma alla ripartenza è subito attaccato da Verstappen, che passa alla curva 5 e resiste al ritorno del britannico.
Max Verstappen vince gara e titolo mondiale, interrompendo una striscia di quattro titoli di fila di Hamilton, che chiude secondo. Per Verstappen si tratta del primo mondiale piloti in carriera, il trentaquattresimo pilota della storia della Formula 1 a vincere il titolo, il primo di nazionalità olandese, e il quarto più giovane di sempre. Verstappen ottiene il terzo hat trick in carriera, ovvero ottenendo pole position, giro veloce e vittoria del Gran Premio, e stabilisce il record di podi in una stagione, con 18. La Mercedes si conferma, per l'ottava volta consecutiva, campione del mondo costruttori, rafforzando il record già detenuto di titoli conquistati consecutivamente nella categoria a partire dal 2014.
Il pilota dell'Aston Martin Sebastian Vettel, giunto undicesimo all'arrivo, conquista la prima edizione del Crypto.com Overtake Award, premio assegnato al pilota che durante il corso della stagione ha effettuato più sorpassi, avendone il tedesco compiuti 132. Tra i primi tre si classificano in questo premio anche Fernando Alonso e Kimi Räikkönen, con rispettivamente 128 e 127 sorpassi.
È stato uno il tempo cancellato per avere tagliato l'apice della curva 7, due i tempi cancellati per avere superato i limiti della pista alla curva 15, e cinque i tempi cancellati per avere superato i limiti della pista alla curva 16, durante la gara. Nel primo caso se l'è visto cancellare Mick Schumacher; nel secondo caso si sono visti cancellare il tempo Lance Stroll e Max Verstappen; nel terzo caso si sono visti cancellare il tempo Sebastian Vettel (due volte), Charles Leclerc, Lance Stroll e Nicholas Latifi (due volte).

### Risultati
I risultati del Gran Premio sono i seguenti:
| Pos | Nº | Pilota             | Costruttore               | Giri | Tempo/Ritiro        | Griglia | Punti |
| --- | -- | ------------------ | ------------------------- | ---- | ------------------- | ------- | ----- |
| 1   | 33 | Max Verstappen     | Red Bull Racing-Honda     | 58   | 1h30'17"345         | 1       | 26    |
| 2   | 44 | Lewis Hamilton     | Mercedes                  | 58   | +2"256              | 2       | 18    |
| 3   | 55 | Carlos Sainz Jr.   | Ferrari                   | 58   | +5"173              | 5       | 15    |
| 4   | 22 | Yuki Tsunoda       | AlphaTauri-Honda          | 58   | +5"692              | 8       | 12    |
| 5   | 10 | Pierre Gasly       | AlphaTauri-Honda          | 58   | +6"531              | 12      | 10    |
| 6   | 77 | Valtteri Bottas    | Mercedes                  | 58   | +7"463              | 6       | 8     |
| 7   | 4  | Lando Norris       | McLaren-Mercedes          | 58   | +59"200             | 3       | 6     |
| 8   | 14 | Fernando Alonso    | Alpine-Renault            | 58   | +1'01"708           | 11      | 4     |
| 9   | 31 | Esteban Ocon       | Alpine-Renault            | 58   | +1'04"026           | 9       | 2     |
| 10  | 16 | Charles Leclerc    | Ferrari                   | 58   | +1'06"057           | 7       | 1     |
| 11  | 5  | Sebastian Vettel   | Aston Martin-Mercedes     | 58   | +1'07"527           | 15      |       |
| 12  | 3  | Daniel Ricciardo   | McLaren-Mercedes          | 57   | +1 giro             | 10      |       |
| 13  | 18 | Lance Stroll       | Aston Martin-Mercedes     | 57   | +1 giro             | 13      |       |
| 14  | 47 | Mick Schumacher    | Haas-Ferrari              | 57   | +1 giro             | 19      |       |
| 15  | 11 | Sergio Pérez       | Red Bull Racing-Honda     | 55   | Pressione dell'olio | 4       |       |
| Rit | 6  | Nicholas Latifi    | Williams-Mercedes         | 50   | Incidente           | 16      |       |
| Rit | 99 | Antonio Giovinazzi | Alfa Romeo Racing-Ferrari | 33   | Problemi idraulici  | 14      |       |
| Rit | 63 | George Russell     | Williams-Mercedes         | 26   | Cambio              | 17      |       |
| Rit | 7  | Kimi Räikkönen     | Alfa Romeo Racing-Ferrari | 25   | Freni               | 18      |       |
| NP  | 9  | Nikita Mazepin     | Haas-Ferrari              | 0    | SARS-CoV-2          | –       |       |

Max Verstappen riceve un punto addizionale per avere segnato il giro più veloce della gara.

## Classifiche mondiali

### Piloti
| Pos | Pilota             | Punti |
| --- | ------------------ | ----- |
| 1   | Max Verstappen     | 395,5 |
| 2   | Lewis Hamilton     | 387,5 |
| 3   | Valtteri Bottas    | 226   |
| 4   | Sergio Pérez       | 190   |
| 5   | Carlos Sainz Jr.   | 164,5 |
| 6   | Lando Norris       | 160   |
| 7   | Charles Leclerc    | 159   |
| 8   | Daniel Ricciardo   | 115   |
| 9   | Pierre Gasly       | 110   |
| 10  | Fernando Alonso    | 81    |
| 11  | Esteban Ocon       | 74    |
| 12  | Sebastian Vettel   | 43    |
| 13  | Lance Stroll       | 34    |
| 14  | Yuki Tsunoda       | 32    |
| 15  | George Russell     | 16    |
| 16  | Kimi Räikkönen     | 10    |
| 17  | Nicholas Latifi    | 7     |
| 18  | Antonio Giovinazzi | 3     |

### Costruttori
| Pos | Costruttore               | Punti |
| --- | ------------------------- | ----- |
| 1   | Mercedes                  | 613,5 |
| 2   | Red Bull Racing-Honda     | 585,5 |
| 3   | Ferrari                   | 323,5 |
| 4   | McLaren-Mercedes          | 275   |
| 5   | Alpine-Renault            | 155   |
| 6   | AlphaTauri-Honda          | 142   |
| 7   | Aston Martin-Mercedes     | 77    |
| 8   | Williams-Mercedes         | 23    |
| 9   | Alfa Romeo Racing-Ferrari | 13    |

## Decisioni della FIA
Al termine della gara la Mercedes presenta due reclami: nel primo reclamo viene contestato il fatto che il pilota olandese della Red Bull Racing, Max Verstappen, abbia superato il pilota britannico Lewis Hamilton durante il periodo di safety car; nel secondo reclamo viene contestato il fatto che, al termine dello stesso periodo di safety car, le vetture doppiate non si erano tutte sdoppiate e la circostanza che ha visto la gara riprendere nel giro immediatamente successivo rispetto a quello in cui è stata data l'autorizzazione alle vetture doppiate che si trovavano tra Hamilton e Verstappen di sdoppiarsi, sostenendo quindi che la classifica finale del Gran Premio non sia valida è che vada ripristinata quella del giro precedente. La Federazione respinge i due reclami presentati dalla scuderia tedesca. La Mercedes quindi manifesta l'intenzione di ricorrere in appello. Il mercoledì successivo alla disputa del Gran Premio, la Federazione rilascia un comunicato in cui viene annunciato che verrà aperto uno studio approfondito per aggiornare il regolamento in regime di safety car in vista del 2022. A seguito di questa decisione, il giorno seguente la Mercedes decide di non ricorrere in appello.
Alla vigilia del Gran Premio del Bahrein 2022, prima gara del successivo campionato, la Federazione pubblica il rapporto ufficiale della corsa. Esso afferma che ci possono essere diverse interpretazioni degli articoli 48.12 e 48.13 del regolamento, riguardanti la safety car, e dunque la decisione del direttore di gara, l'australiano Michael Masi, è da ritenersi valida, così come il risultato finale del campionato.
Per il campionato 2022 la Federazione decide di nominare due nuovi direttori di gara, in sostituzione di Michael Masi, il quale aveva ricoperto il ruolo di direttore di gara dalla stagione 2019, prendendo il posto dello scomparso Charlie Whiting. Vengono nominati il tedesco Niels Wittich e il portoghese Eduardo Freitas, in passato direttori di gara rispettivamente del DTM e del campionato del mondo endurance, cui vengono assistiti dal britannico Herbie Blash, ex vice-direttore di gara nella categoria in attività fino al 2016. Wittich e Freitas si alternano al ruolo di direttore di gara. La Federazione inoltre istituisce per tutti i Gran Premi un remote garage a supporto della direzione gara, per verificare tutti i fatti salienti in pista, e rende noto che le comunicazioni radio tra i team e la direzione gara non vengono più trasmesse in diretta televisiva, ma è ancora possibile rivolgersi alla direzione gara secondo procedimenti ben definiti e non intrusivi.